# Holger Hiller
Pour les articles homonymes, voir Hiller.
Holger Hiller (né le 26 décembre 1956 à Hambourg) est un musicien de new wave et chanteur allemand.

## Biographie
Holger Hiller a étudié l'art à Hambourg, où il a rencontré Walter Thielsch et Thomas Fehlmann et enregistré avec eux ses premières œuvres. En 1980 il fonde avec Fehlmann et Timo Blunck le groupe de new wave Palais Schaumburg dont il fut le chanteur. Sa carrière solo débute alors.
Holger Hiller fut l'un des premiers musiciens d'Europe à utiliser l'échantillonneur (ou sampler) comme principal ou unique instrument de musique.
À partir de 1984 il vit à Londres. Il enregistre en 1988 "Ohi Ho Bang Bang" avec un artiste vidéo, Akiko Hada. Le clip vidéo montre Hiller et Karl Bonnie créant différents sons à partir de tous les objets d'une pièce.
Depuis 2003, Holger Hiller travaille comme professeur de langue à Berlin.

## Discographie
- Konzentration der Kräfte (Duo-EP, Holger Hiller/ Walter Thielsch)
- Das ist Schönheit (compilation, double-LP, 1980, enregistré à la Kunsthochschule Hamburg, chansons de Holger Hiller et Thomas Fehlmann)

### Avec le groupe Palais Schaumburg
- Träneninvasion, Single (ZickZack Records, 1979)
- Macht mich glücklich wie nie, Single (ZickZack Records, 1980)
- Telefon/Kinder der Tod, Single (ZickZack Records, 1981)
- Palais Schaumburg, LP (Phonogram Records, 1981)

### Œuvres solo et projets personnels
- Holger Hiller, Solo EP (AtaTak, 1980)
- Ein Bündel Fäulnis in der Grube, LP (Ata Tak, 1983)
- Guten Morgen Hose (short opera), EP with Andreas Dorau (Ata Tak, 1985)
- Oben Im Eck, LP (Mute Records, Londres, 1986)
- Ohi Ho Bang Bang (mit Karl Bonnie), 12" (Mute Records) and Video (camera Akiko Hada), Londres, 1988
- As Is, LP (Mute Records, Londres, 1992)
- Demixed, LP (Mute Records, Londres, 1993)
- The Fall of a Queen or The Taste of the Fruit to come, Video, London (Musique Holger Hiller, texte et direction Wolfgang Müller, camera Akiko Hada, TV Prod. Channel 4, 1994
- Unerhört, concept: Wolfgang Müller, radio play, Bayerischer Rundfunk (with the voices of deaf people), 1995
- Little Present, CD (Mute Records, Londres, 1995)
- holger hiller, LP (Mute Records, Londres, 2000)